# Harzofenberg
Der Harzofenberg ist ein 556,4 m ü. NHN hoher Berg im Pfälzerwald. Er liegt bei Ramberg im rheinland-pfälzischen Landkreis Südliche Weinstraße.

## Geographie

### Lage
Der Harzofenberg erhebt sich im Biosphärenreservat Pfälzerwald-Vosges du Nord und im Naturpark Pfälzerwald. Sein Gipfel liegt 1,8 km westnordwestlich von Ramberg, 2,5 km nordnordwestlich von Dernbach, die sich im Tal des Dernbachs befinden, und 2,8 km nordnordöstlich von Eußerthal, das im Tal des Eußerbachs liegt. Seine Ostflanke gehört zur Gemarkung von Ramberg, seine Westflanke zu denen von Dernbach und Böchingen.
Auf dem Übergangsbereich vom Harzofenberg zum westsüdwestlich gelegenen Meisenhorn (518,2 m) liegt am Katzenfelsen ein kleiner Bereich des vielteiligen Fauna-Flora-Habitat-Gebiets Biosphärenreservat Pfälzerwald (FFH-Nr. 6812-301; 359,97 km²); er zieht sich bis nahe an die Gipfelregion des Meisenhorn.

### Naturräumliche Zuordnung
Der Harzofenberg gehört zum Naturraum Pfälzerwald, der in der Systematik des von Emil Meynen und Josef Schmithüsen herausgegebenen Handbuches der naturräumlichen Gliederung Deutschlands und seinen Nachfolgepublikationen als Großregion 3. Ordnung klassifiziert wird. Betrachtet man die Binnengliederung des Naturraums, so gehört der Harzofenberg zum Mittleren Pfälzerwald und hier zum Gebirgszug der Haardt, welche den Pfälzerwald zur oberrheinischen Tiefebene hin abgrenzt.
Zusammenfassend folgt die naturräumliche Zuordnung des Harzofenbergs damit folgender Systematik:
1. Großregion 1. Ordnung: Schichtstufenland beiderseits des Oberrheingrabens
2. Großregion 2. Ordnung: Pfälzisch-saarländisches Schichtstufenland
3. Großregion 3. Ordnung: Pfälzerwald
4. Region 4. Ordnung (Haupteinheit): Mittlerer Pfälzerwald

## Verkehr und Wanderhütte
Östlich vorbei am Harzofenberg führt die von Weyher in der Pfalz im Ostnordosten durch Ramberg nach Dernbach im Süden verlaufende Landesstraße 506. Sie trifft etwas südlich von Dernbach nahe dem Vogelstockerhof auf die L 505, die südwestlich des Berges durch Eußerthal und dann westlich des Berges weiter zum Landauer Forsthaus Taubensuhl führt. Nordwestlich des Berges steht die Pottaschtalhütte (Böchingerhütte), eine bewirtschaftete Schutzhütte vom Ortsverein Böchingen des Pfälzerwaldvereins.